# オズボーン・レイノルズ
オズボーン・レイノルズ（Osborne Reynolds、1842年8月23日 - 1912年2月21日）は、アイルランド生まれのイギリスの物理学者。流体力学を理解する上で重要な貢献をした。さらには、固体と流体間での熱伝導に関する研究ではボイラーとコンデンサー設計において改善をもたらしている。

## 生涯
オズボーン・レイノルズはアイルランド北部のベルファストで生まれ、イングランド東部のエセックスにあるデダム（Dedham）という村へ出生直後に両親と共に移り住んだ。父は学校長と牧師を兼務し、数学に造詣の深い有能な数学者でもあった。父は農機具の改良についての沢山の特許を取得し、息子であるオズボーンは少年ながら父のチーフティーチャーとなりながらも父を信頼していた。
またオズボーンは若いころから力学の研究に関して適性と好みを示していた。大学入学前の年代にあたる十代後半にはストーニー・ストラットフォード（Stony Stratford）にある造船工場として知られていたエドワード・ヘイズの工房で見習いとして働いている。ここで彼は製造業での実用的な経験を詰むことで、早くから流体力学を理解するにあたっての実用的な意義について認識する。
さらにその後ケンブリッジ大学のクィーンズ・カレッジ（Queens' College）に入学し、数学において第7レイングラー（7番目の成績）で1867年に卒業しているが、クィーンズカレッジを卒業した年、ロンドンのクロイドン（Croydon）の土木会社で下水道関係の土木技師として再度見習いの職を得ている。
その後彼はケンブリッジで数学を研究することを選択しているが、その理由について1868年の教授職への応募の中で次のように記述している。『私の中の最古の記憶では私は科学を基礎とする力学と物理学の法則への抑えきれない衝動を持っており、さまざまな機械的な現象に対する私の興味は、数学の理解が必要不可欠との認識へと至った。』
1868年に彼はマンチェスターにあるオーウェン大学（現在のマンチェスター大学）の工学教授に指名され、その年にイギリス大学史上初の工学教授のひとりとなり、工学教授の称号を得ることとなった。この教授職はマンチェスター地区の製造工業のグループにより新たに用意され、財政的に賄われた。そのグループが主要な役割を果たすことにより、25歳のレイノルズがその教授職を得ることとなった。
こうしてレイノルズは職歴の残りをオーウェン大学にて在籍。なお同大学は1880年にはヴィクトリア大学（Victoria University）の構成大学になっている。彼は1877年に王立協会フェローに選ばれ、1888年にロイヤル・メダル、1897年にベーカリアン・メダルを授与された。1905年に退職している。

## 流体力学

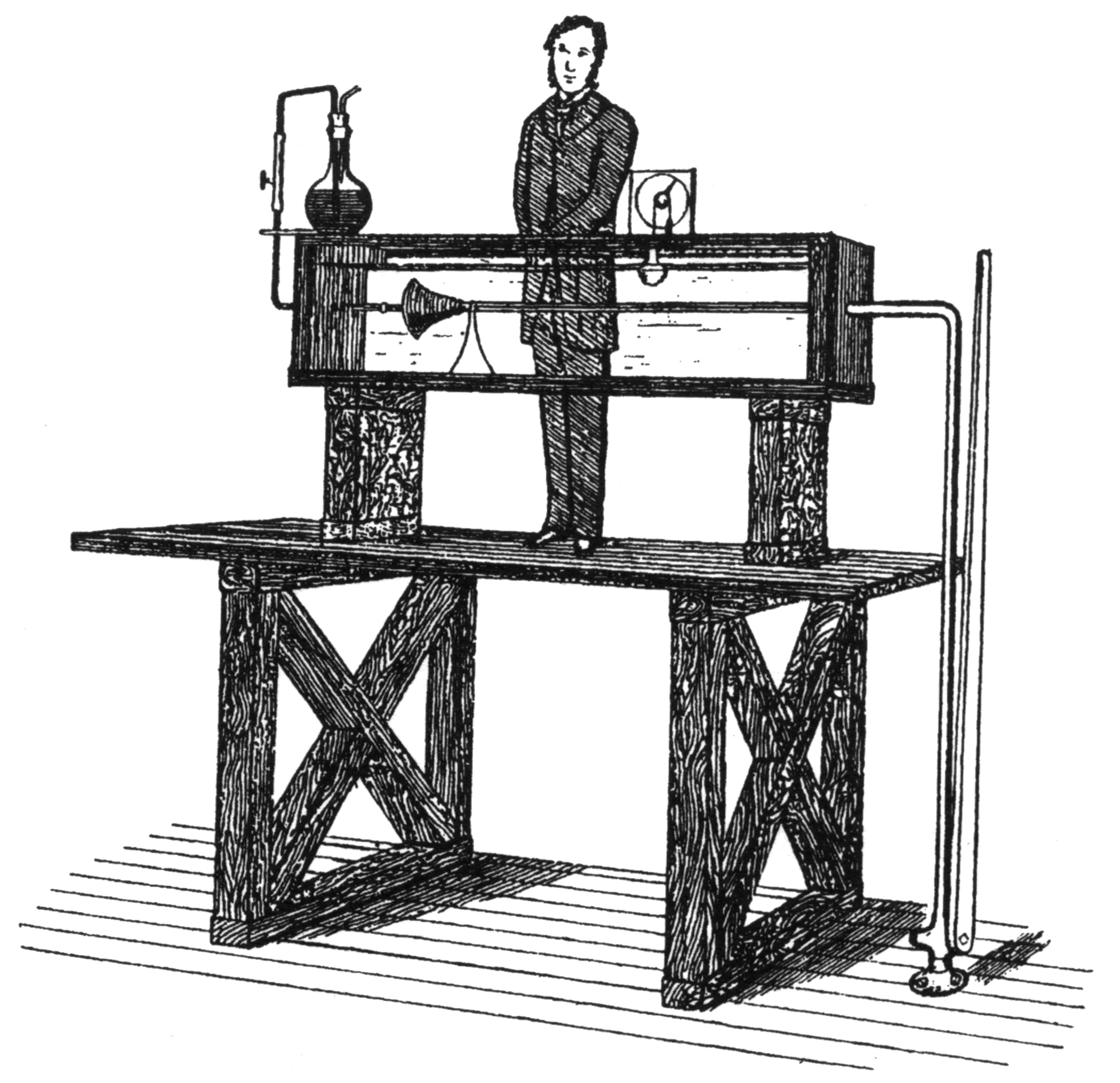
配管での流体力学についてのレイノルズの実験

レイノルズの実験での流れの性質についての観察

レイノルズは配管内の流体の流れが層流から乱流へと遷移する条件について研究したことで有名である。これらの実験から動的相似性についての無次元のレイノルズ数（慣性と粘性の比）への発見へとつながった。レイノルズはさらに乱流における、速度などの物理量を平均量と変動量の和として表現する、RANS（レイノルズ平均ナビエ-ストークス方程式）として知られている手法を提案している。
彼の流体力学の論文発表は1870年代初期に始まっている。1890年代中ごろに提案された彼の最後の理論モデルは今日でもなお利用されている標準的な数学フレームワーク（mathematical framework）である。彼の革新的なレポートのタイトル例として次のようなものがある。
- 流体から動力を得る、流体を持ち上げる、流体を押し出すための装置についての改良 (Improvements in Apparatus for Obtaining Motive Power from Fluids and also for Raising or Forcing Fluids.) (1875)
- 並列水路内の水の動きが直接的か、しなやかなものか、抵抗の法則があるのかを判断するための環境下での実験的調査 (An experimental investigation of the circumstances which determine whether the motion of water in parallel channels shall be direct or sinuous and of the law of resistance in parallel channels.) (1883)
- 非圧縮粘性流体の動的理論及び限界値の決定について (On the dynamical theory of incompressible viscous fluids and the determination of the criterion.) (1895)

レイノルズの流体力学の成果は船舶の設計に多大な貢献をした。まず、船舶の建造前に模型(スケールモデル)を作って水の抵抗を測定する。そしてその抵抗を摩擦抵抗(水と船体の摩擦による抵抗)と造波抵抗(船体自身が作り出す波による抵抗)に分離し、前者はレイノルズの理論により、後者はウィリアム・フルードの理論によりそれぞれスケールアップすることによって、実物の抵抗を正しく予測することが可能となった。
レイノルズ自身も船舶設計に関する多くの論文を保有しており、造船協会論文集（Transactions of the Institution of Naval Architects）に発表されている。

## その他の業績
レイノルズは約70もの科学・工学研究紙に寄稿している。研究の総仕上げとして、研究は3巻からなる論文集という形で再発表されることとなった。カタログと概要については、及び を参照。論文に記載されている研究範囲は、熱力学を含む流体力学、気体の分子運動論、蒸気の濃縮、スクリュープロペラ型船舶推進、タービンタイプ船舶推進、油圧ブレーキ、流体潤滑、ジュール熱の仕事当量の測定を改善する実験装置が含まれていた。
レイノルズは1880年代に研究した課題の一つはダイラタンシー材料を含む粒状材料の特性だった。 1903年に宇宙のサブ力学（The Sub-Mechanics of the Universe）という250ページもの本が紹介され、既知のとおりその本の中で彼はすべての物理的形跡を説明できるように粒状体の力学を一般化しようと試みた。彼のアイデアは理解したり、評価することが極めて困難であり、ほとんどの場合には同時期に他の物理学の発展に取って代わられた。